# 奧克薩娜·馬爾卡羅娃
奧克薩娜·塞爾希伊芙娜·馬爾卡羅娃（羅馬化：Oksana Serhiivna Markarova；1976年10月28日—），烏克蘭外交官，現任烏克蘭駐美國大使 ，前烏克蘭財政部部長。

## 學歷
1999年，馬爾卡羅娃在國立基輔莫吉拉學院大學取得生態學碩士學位。2001年，她在印第安納大學取得公共財政與貿易碩士學位
。

## 家庭
她育有四個孩子。